# Ernest van den Haag
Ernest van den Haag (Den Haag, 15 september 1914 – Mendham, 21 maart 2002) was een Nederlands-Amerikaans conservatief socioloog, maatschappijcriticus en hoogleraar Jurisprudence and Public Policy aan Fordham University. Hij leverde onder meer bijdragen aan National Review.
Van den Haag werd geboren in Nederland en opgevoed in Italië, waar hij als linkse activist bijna omkwam door een huurmoordenaar van het regime van Benito Mussolini. In 1937 werd hij gevangengezet door Mussolini's regering. Hij bracht vervolgens bijna een jaar door in de isoleercel. Nadat hij uit Italië en later uit het door de nazi's bezette Frankrijk was weggevlucht, ging hij in 1940 in de Verenigde Staten wonen. Daar ontmoette hij William F. Buckley, Jr., voor wiens National Review hij ging schrijven, hoewel hij nooit formeel werd aangenomen als redacteur. Hij schrijf vervolgens 45 jaar lang columns.
Van den Haag was een fervent verdediger van de doodstraf in Amerika. In de jaren 60 van de 20e eeuw was hij voorstander van rassensegregatie, op basis van het argument dat zwarte kinderen psychisch geschaad zouden worden door integratie. Daarnaast stond hij segregatie op scholen voor omdat zwarten genetisch dommer zouden zijn.